# Apple A12X
L'Apple A12X Bionic és un sistema de 64 bits en un xip (SoC) dissenyat per Apple Inc. Va aparèixer per primera vegada a l'iPad Pro (3a generació), anunciat el 30 d'octubre de 2018. L'A12X és una variant de 8 nuclis de l'A12 (quatre nuclis grans, quatre nuclis petits) i Apple afirma que té un rendiment de CPU d'un sol nucli un 35 per cent més ràpid i un rendiment global de la CPU un 90 per cent més ràpid que el seu predecessor, l'Apple A10X. L'Apple A12Z Bionic és una versió actualitzada de l'A12X, que afegeix un nucli de GPU addicional i es va presentar el 18 de març de 2020 com a part de l'iPad Pro (4a generació).

## Disseny
L'A12X i l'A12Z inclouen una CPU d'octa nucli ARMv8.3-A de 64 bits dissenyada per Apple, amb quatre nuclis d'alt rendiment anomenats Vortex i quatre nuclis eficients energèticament anomenats Tempest. Els nuclis Vortex són un disseny superescalar de descodificació fora d'ordre de 7 amples, mentre que els nuclis Tempest són un disseny superescalar de descodificació fora d'ordre de 3 amples. Els nuclis Tempest es basen en els nuclis Swift d'Apple de l'Apple A6 i tenen un rendiment similar als nuclis de CPU ARM Cortex-A73. És el primer SoC d'Apple amb una CPU d'octa nuclis.
L'A12X integra una unitat de processament de gràfics (GPU) de 7 nuclis dissenyada per Apple, amb el doble de rendiment gràfic que l'A10X. L'A12Z té una GPU de 8 nuclis, un nucli més que l'A12X, que permet un millor rendiment en l'edició, renderització i realitat augmentada de vídeo 4K. Incrustat a l'A12X i l'A12Z hi ha el coprocessador de moviment M12. L'A12Z també inclou controladors de rendiment ajustats i una millor arquitectura tèrmica en comparació amb l'A12X, que potencialment permet velocitats de rellotge més altes. L'A12X i l'A12Z inclouen maquinari de xarxa neuronal dedicat que Apple anomena "motor neuronal de propera generació". Aquest maquinari de xarxa neuronal, que és el mateix que es troba a l'A12, pot realitzar fins a 5 bilions d'operacions per segon.
L'A12X i l'A12Z són fabricats per TSMC amb un FinFET de 7 nm, i conté 10.000 milions de transistors enfront dels 6.900 milions de l'A12. L'A12X està emparellat amb 4 GB de memòria LPDDR4X a l'iPad Pro de 12,9" de tercera generació i a l'iPad Pro d'11" de primera generació, o 6 GB a la Configuracions d'emmagatzematge d'1 TB. L'A12Z està emparellat amb 6 GB de RAM LPDDR4X a l'iPad Pro de 12,9" de quarta generació i a l'iPad Pro d'11" de segona generació.
L'A12X té suport de codificació de còdec de vídeo per a HEVC i H.264. Compta amb suport de descodificació per a HEVC, H.264, MPEG-4 i Motion JPEG.

## Kit de transició per a desenvolupadors (2020)
A la seva Conferència Mundial de Desenvolupadors del 2020, Apple va presentar el kit de transició del desenvolupador (2020), que utilitza el processador A12Z amb 16 GB de RAM en una carcassa Mac mini, per tant el primer ordinador Macintosh que va utilitzar l'arquitectura de silici d'Apple

L'A12Z s'utilitzaria com a base per al disseny de l'M1, el primer processador intern d'Apple dissenyat per al seu ús en ordinadors Mac. En una entrevista poc després de la introducció del DTK (2020), el vicepresident d'enginyeria de programari d'Apple, Craig Federighi, va comentar:
"Fins i tot el maquinari DTK, que s'executa en un xip d'iPad existent que no tenim intenció de posar en un Mac en el futur, només hi és per a la transició, el Mac funciona molt bé amb aquest sistema. No és una base per jutjar els futurs Mac... però et dona una idea del que pot fer el nostre equip de silici quan ni tan sols ho estan intentant, i ho intentaran".

## Productes que inclouen Apple A12X i A12Z Bionic
- iPad Pro d'11 polzades (1a generació)
- iPad Pro de 12,9 polzades (3a generació)

- iPad Pro d'11 polzades (2a generació)
- iPad Pro de 12,9 polzades (4a generació)
- Kit de transició per a desenvolupadors (ARM, 2020)